# Erycinopsis diaphana
Erycinopsis diaphana là một loài bướm đêm trong họ Geometridae.